# Lutz Fenske
Lutz Fenske (* 1936; † 16. November 2006 in Göttingen) war ein deutscher Historiker.

Lutz Fenske studierte Geschichte an den Universitäten Frankfurt am Main und München. Er wurde 1969 mit einer von Josef Fleckenstein betreuten Arbeit zum Thema Adelsopposition und kirchliche Reformbewegung im östlichen Sachsen an der Frankfurter Universität promoviert. Von 1970 bis 1972 arbeitete er als Assistent am Historischen Seminar der Universität Düsseldorf. Von 1972 bis 2001 war er Mitarbeiter des Max-Planck-Instituts für Geschichte in Göttingen. Ab 1983 arbeitete er zusammen mit Caspar Ehlers und Thomas Zotz an dem bis heute laufenden Großprojekt der historischen und archäologischen Erforschung der deutschen Königspfalzen (Deutsche Königspfalzen. Repertorium der Pfalzen, Königshöfe und übrigen Aufenthaltsorte der Könige im deutschen Reich des Mittelalters). Mit Ulrich Schwarz veröffentlichte er 1990 den umfangreichen Band zum Lehnsverzeichnis des Grafen Heinrichs I. von Regenstein 1212/1227, der sich eingehend mit der Entwicklung gräflicher Herrschaft, Lehen und niederem Adel im Nordostharzgebiet befasste. Fenske untersuchte das Aufkommen des Wappens als Zeichen des Adels.

## Schriften (Auswahl)
Monographien
- mit Ulrich Schwarz: Das Lehnsverzeichnis Graf Heinrichs I. von Regenstein 1212–1227. Gräfliche Herrschaft, Lehen und niederer Adel am Nordostharz (= Veröffentlichungen des Max-Planck-Instituts für Geschichte. Band 94). Vandenhoeck und Ruprecht, Göttingen 1990, ISBN 3-525-35630-7.
- Adelsopposition und kirchliche Reformbewegung im östlichen Sachsen. Entstehung und Wirkung des sächsischen Widerstandes gegen das salische Königtum während des Investiturstreits (= Veröffentlichungen des Max-Planck-Instituts für Geschichte. Band 47). Vandenhoeck & Ruprecht, Göttingen 1977, ISBN 3-525-35356-1.

Herausgeberschaften
- Deutsche Königspfalzen. Beiträge zu ihrer historischen und archäologischen Erforschung. Band 5: Splendor palatii. Neue Forschungen zu Paderborn und anderen Pfalzen der Karolingerzeit (= Veröffentlichungen des Max-Planck-Instituts für Geschichte. Band 11,5). Vandenhoeck & Ruprecht, Göttingen 2001, ISBN 3-525-35311-1.
- Deutsche Königspfalzen. Beiträge zu ihrer historischen und archäologischen Erforschung. Band 4: Pfalzen – Reichsgut – Königshöfe (= Veröffentlichungen des Max-Planck-Instituts für Geschichte. Band 11,4). Vandenhoeck & Ruprecht, Göttingen 1996, ISBN 3-525-35436-3.[3]
- mit Klaus Militzer: Ritterbrüder im livländischen Zweig des Deutschen Ordens (= Quellen und Studien zur baltischen Geschichte. Band 12). Böhlau, Köln 1993, ISBN 3-412-06593-5.[4]
- mit Werner Rösener und Thomas Zotz: Institutionen, Kultur und Gesellschaft im Mittelalter. Festschrift für Josef Fleckenstein zu seinem 65. Geburtstag. Thorbecke, Sigmaringen 1984, ISBN 3-7995-7024-1.